# Atletica leggera ai Giochi della XVI Olimpiade - Lancio del disco femminile

Video della Finale (film ufficiale dei Giochi)

La competizione del lancio del disco femminile di atletica leggera ai Giochi della XVI Olimpiade si è disputata il giorno 23 novembre 1956 al Melbourne Cricket Ground.

## L'eccellenza mondiale
| Camp.ssa olimpica 1952 | 51,42        | Nina Romaškova | Presente |
| Primatista mondiale    | 57,04 (1952) | Nina Dumbadze  | Assente  |
| Camp.ssa europea 1954  | 48,02        | Nina Romaškova | Presente |
| Primatista stagionale  | 54,76        | Nina Romaškova | Presente |

## Risultati

### Turno eliminatorio
Qualificazione42,00 m
Tredici atlete ottengono la misura richiesta.

La miglior prestazione appartiene ad Olga Fikotová (Cecoslovacchia) con 50,77 m.
| Pos. | Atleta                | Nazione          | Misura | Lanci | Lanci | Lanci |
| Pos. | Atleta                | Nazione          | Misura | 1°    | 2°    | 3°    |
| ---- | --------------------- | ---------------- | ------ | ----- | ----- | ----- |
| 1    | Olga Fikotová         | Cecoslovacchia   | 50,77  | 28,60 | 50,77 |       |
| 2    | Nina Romaškova        | Unione Sovietica | 48,34  | 48,34 |       |       |
| 3    | Irina Begljakova      | Unione Sovietica | 47,65  | 40,77 | 47,65 |       |
| 4    | Štěpánka Mertová      | Cecoslovacchia   | 46,26  | 40,51 | 46,26 |       |
| 5    | Jiřina Němcová        | Cecoslovacchia   | 44,62  | 44,62 |       |       |
| 6    | Earlene Brown         | Stati Uniti      | 43,90  | 43,90 |       |       |
| 6    | Albina Elkina         | Unione Sovietica | 43,90  | 43,90 |       |       |
| 8    | Lia Manoliu           | Romania          | 43,87  | 43,87 |       |       |
| 9    | Isabel Avellán        | Argentina        | 43,66  | 40,91 | 43,66 |       |
| 10   | Marianne Werner       | Germania         | 43,41  | 40,78 | 43,41 |       |
| 11   | Paola Paternoster     | Italia           | 42,88  | 42,88 |       |       |
| 12   | Nada Kotlušek         | Jugoslavia       | 42,45  | 40,73 | 42,45 |       |
| 13   | Lois Jackman          | Australia        | 42,21  | 39,25 | 41,68 | 42,21 |
| 14   | Suzanne Farmer        | Gran Bretagna    | 41,45  | 39,39 | 38,89 | 41,45 |
| 15   | Anne-Chatrine Lafrenz | Germania         | 41,18  | 33,72 | 41,18 | 41,16 |
| 16   | Toyoko Yoshino        | Giappone         | 40,91  | 40,77 | 36,47 | 40,91 |
| 17   | Shirley Cotton        | Australia        | 40,76  | 37,74 | 40,76 | 39,36 |
| 18   | Pam Kurrell           | Stati Uniti      | 40,49  | 38,01 | 40,49 | 39,92 |
| 19   | Jackie MacDonald      | Canada           | 40,41  | 33,77 | 33,93 | 40,41 |
| 20   | Marjorie Larney       | Stati Uniti      | 39,91  | 39,91 | 38,04 | n     |
| 21   | Valerie Lawrence      | Australia        | 36,61  | 33,84 | 35,76 | 36,61 |
| 22   | Almut Brömmel         | Germania         | 35,47  | n     | n     | 35,47 |

### Finale
Per tutta la gara conduce la sovietica Beglyakova. Ma all'ultimo lancio la spunta la ventiquattrenne ceca Fikotová con un lancio che le vale la vittoria ed anche il record dei Giochi.
| Pos.    | Atleta            | Età | Nazione          | Misura | Lanci | Lanci | Lanci | Lanci | Lanci | Lanci |
| Pos.    | Atleta            | Età | Nazione          | Misura | 1°    | 2°    | 3°    | 4°    | 5°    | 6°    |
| ------- | ----------------- | --- | ---------------- | ------ | ----- | ----- | ----- | ----- | ----- | ----- |
| Oro     | Olga Fikotová     | 24  | Cecoslovacchia   | 53,69  | 46,56 | 50,09 | 52,04 | 52,28 | 53,69 | 49,98 |
| Argento | Irina Begljakova  | 23  | Unione Sovietica | 52,54  | 51,74 | 51,01 | 52,54 | 50,32 | 48,22 | 48,31 |
| Bronzo  | Nina Romaškova    | 27  | Unione Sovietica | 52,02  | 51,03 | 51,61 | 50,17 | 47,22 | 52,02 | 51,10 |
| 4       | Earlene Brown     | 21  | Stati Uniti      | 51,35  | 51,35 | 42,55 | n     | n     | 40,45 | 44,79 |
| 5       | Albina Elkina     | 23  | Unione Sovietica | 48,20  | 47,87 | n     | 48,20 | 45,18 | 45,45 | 47,92 |
| 6       | Isabel Avellán    | 23  | Argentina        | 46,73  | 46,73 | 44,84 | 42,69 | 46,31 | 43,88 | 44,35 |
| 7       | Jiřina Němcová    | 19  | Cecoslovacchia   | 45,84  | 45,57 | n     | 45,84 |       |       |       |
| 8       | Štěpánka Mertová  | 25  | Cecoslovacchia   | 45,78  | 41,96 | 45,78 | 43,41 |       |       |       |
| 9       | Lia Manoliu       | 24  | Romania          | 43,90  | 43,90 | 43,76 | 42,72 |       |       |       |
| 10      | Marianne Werner   | 32  | Germania         | 43,34  | 43,34 | 41,89 | n     |       |       |       |
| 11      | Paola Paternoster | 20  | Italia           | 42,83  | 42,83 | 40,89 | n     |       |       |       |
| 12      | Nada Kotlušek     | 22  | Jugoslavia       | 42,16  | 41,79 | 39,89 | 42,16 |       |       |       |
| 13      | Lois Jackman      | 18  | Australia        | 40,84  | 40,84 | 40,28 | 40,64 |       |       |       |